# Sebastian F. Schwarz
Sebastian F. Schwarz (* 5. März 1974 in Rostock) ist ein aus Deutschland stammender, international tätiger Opernmanager.

## Karriere
Schwarz begann 1992 noch als Schüler des Friderico-Francisceum in Bad Doberan als Regiehospitant, später Assistent, anschließend bis 1994 als Inspizient der Sparte Musiktheater im Volkstheater Rostock. Bei einem zweijährigen Aufenthalt in Moskau war er für die Öffentlichkeitsarbeit der dortigen Helikon-Oper tätig. Danach studierte er Musikwissenschaft (sowie Amerikanistik und russische Kultur) an der FU Berlin. Sein in Berlin begonnenes Gesangsstudium setzte er ab 1998 am Conservatorio Benedetto Marcello in Venedig fort. 2002 schloss er das Studium Theatermanagement an der Università Ca' Foscari di Venezia ab. Von 2000 bis 2006 arbeitete er als Sprachcoach für die deutsch-, russisch- und englischsprachigen Opernproduktionen am Teatro La Fenice und als Assistent von Kevin Farrell bei George Gershwins Lady, Be Good. Am Trinity College, Hartford, CT lehrte er in diesen Jahren auch Venezianische Geschichte und Musikgeschichte der Serenissima.
2002 bis 2004 war Schwarz Leiter der Opernabteilung der Walter Beloch Artists Management in Mailand, anschließend dann mit seiner eigenen Agentur Cantus Artists Management. Seit dieser Zeit arbeitete er weltweit mit bedeutenden Opernhäusern und Künstlern zusammen. 2004 wechselte er in das Company Management der irischen Wexford Festival Opera.
2007 wurde Schwarz Assistent des Operndirektors der Hamburgischen Staatsoper (Josef Hussek), 2008 bis 2016 war er als Künstlerischer Betriebsdirektor des Theater an der Wien unter anderem für dessen Sängerbesetzungen verantwortlich (Direktion: Roland Geyer).
2012 bis 2016 war Schwarz zudem Geschäftsführer und Künstlerischer Leiter der Wiener Kammeroper, in der er 15 Opernproduktionen verantwortete. Schwarz ist Mitbegründer und Juryvorsitzender des Cesti-Wettbewerbs bei den Innsbrucker Festwochen der Alten Musik. Auch als Juror ist er weltweit bei internationalen Gesangswettbewerben aktiv und gibt Meisterkurse in Amerika und Russland.
Schwarz war von November 2015 bis zu seinem Rücktritt im Dezember 2017 Generaldirektor des Opernfestivals von Glyndebourne.
Vom 24. Juli 2019 bis zum 11. September 2020 war Schwarz Generalintendant und künstlerischer Leiter des Königlichen Theaters von Turin/Teatro Regio di Torino, dem er nach seiner Ablösung in der Gesamtleitung durch die außerordentliche Kommissarin Rosanna Purchia weiterhin in der letzteren Funktion verbunden bleibt.
Seit 10. August 2021 ist Schwarz zudem in der Nachfolge Alberto Triolas als künstlerischer Leiter des Festival della Valle d’Itria in Martina Franca und der Accademia del Belcanto "Rodolfo Celletti" tätig.

## Ehrungen und Auszeichnungen
2015 wurde Schwarz in Anerkennung seiner Bemühungen um die italienische Kultur durch den italienischen Staatspräsidenten zum Ritter des Ordens des Sterns von Italien ernannt.

## Diverses
Seit 2017 sitzt er im Rat der Europäischen Musiktheater-Akademie. Seit 2019 ist er stellvertretender Vorsitzender der Internationalen Richard Strauss-Gesellschaft und Mitglied des Richard-Wagner-Verbandes International.
Schwarz lebt in Apulien und Niederösterreich und spricht fließend Deutsch, Englisch, Russisch, Italienisch, Tschechisch, Französisch, Spanisch und Portugiesisch.